# Église de la Nativité-de-la-Sainte-Vierge de Dohis
L'église de la Nativité-de-la-Sainte-Vierge de Dohis est une église fortifiée qui se dresse sur la commune de Dohis dans le département de l'Aisne en région Hauts-de-France.
L'église fait l'objet d'une inscription partielle au titre des monuments historiques ; les tours de défense font l'objet d'une inscription par arrêté du 3 juin 1932 ; les façades, toitures et porterie font l'objet d'une inscription par arrêté du 28 juin 1989.

## Situation
L'église de la Nativité-de-la-Sainte-Vierge de Dohis est située dans le département français de l'Aisne sur la commune de Dohis.

## Histoire
Le patronage de la cure de Dohis (possibilité de présenter à l'évêque, pour qu'il l'ordonne, le desservant d'une église) appartenait  au chapitre de Rozoy  qui dîmait pour deux tiers et l'abbaye de Saint-Michel-en-Thiérache, pour l'autre tiers. Suivant une déclaration du 29 octobre 1728, la cure produisait annuellement 406 livres 15 sols ; il y avait cent quatre fondations de messes dont plusieurs chantées avec vigiles.

## Description

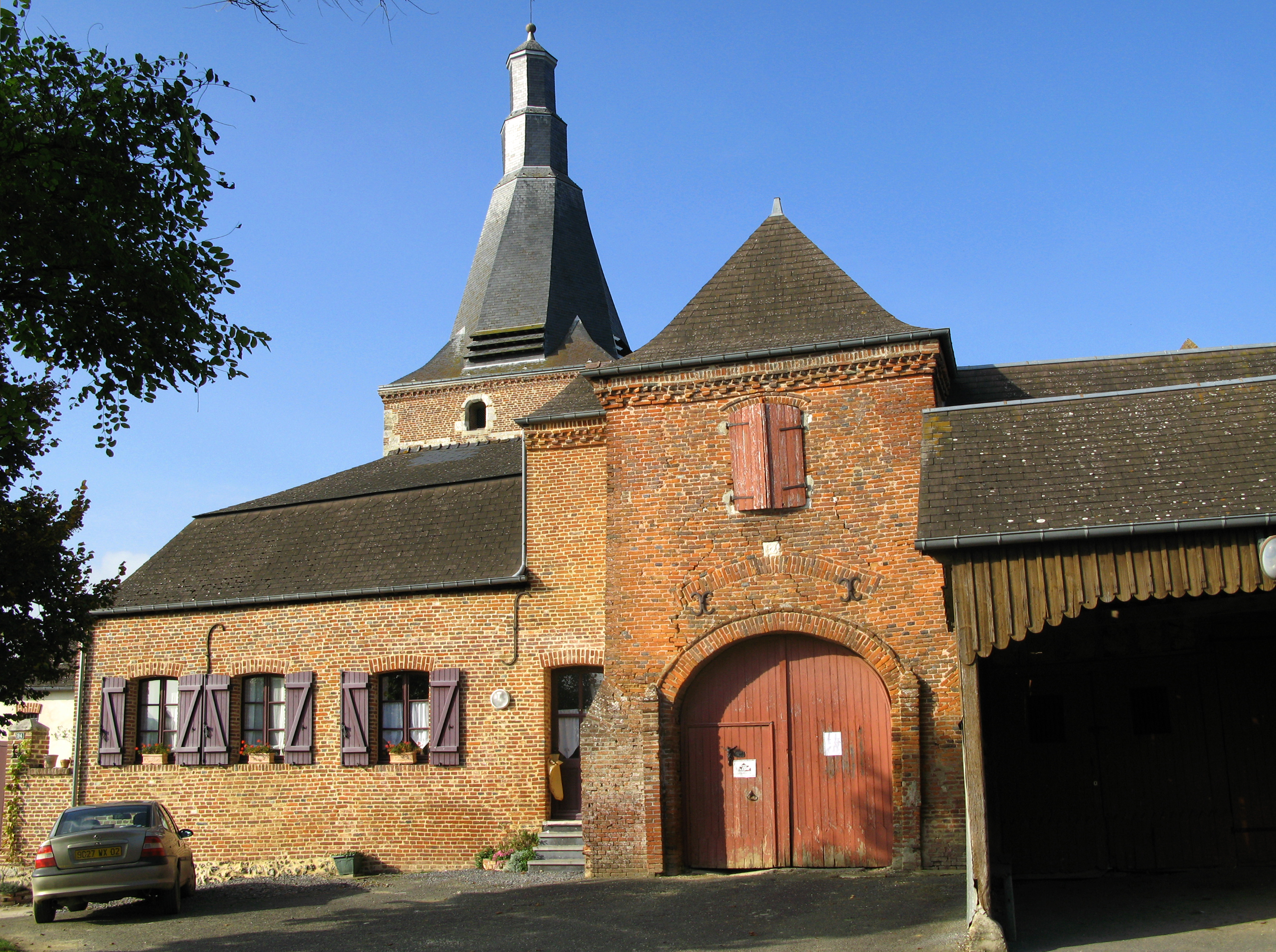
L'entrée dans le cimetière se fait par le porche.

Le clocher construit en briques est percé de meurtrières. Cette église fortifiée présente la particularité d'être surmontée d'un clocher tors.
Ce clocher, dont la torsion a été conçue à l'origine, est original puisqu'il joue sur un effet d'optique. La base de sa flèche regardée sous à peu près n'importe quel angle, voit sa face gauche apparaissant comme un parallélogramme. Cependant selon l'angle les 2 arêtes gauches du clocher tors ne sont toutefois pas toujours parallèles.
|  |  |  |

### Intérieur de l'église

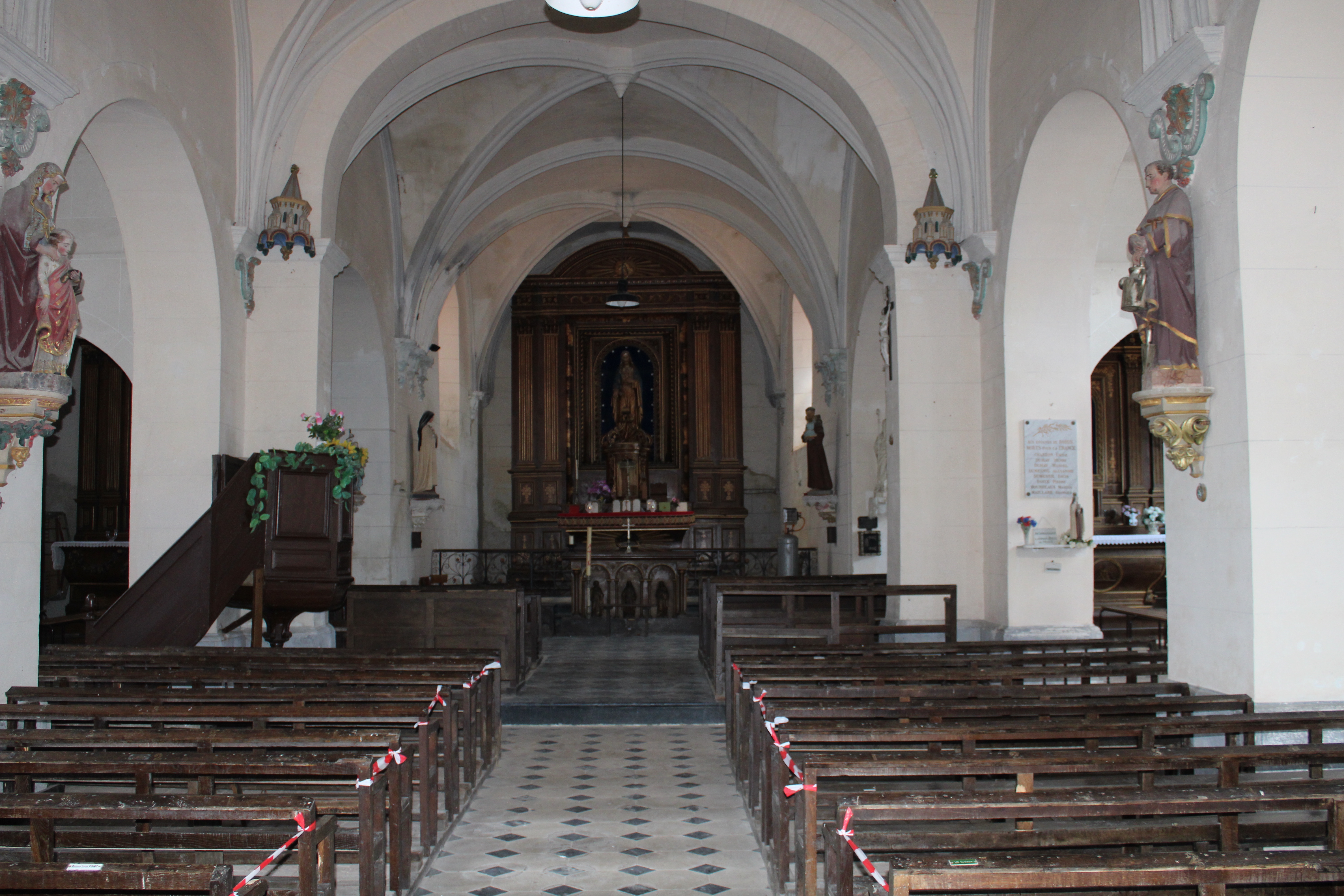
Vue de la nef./
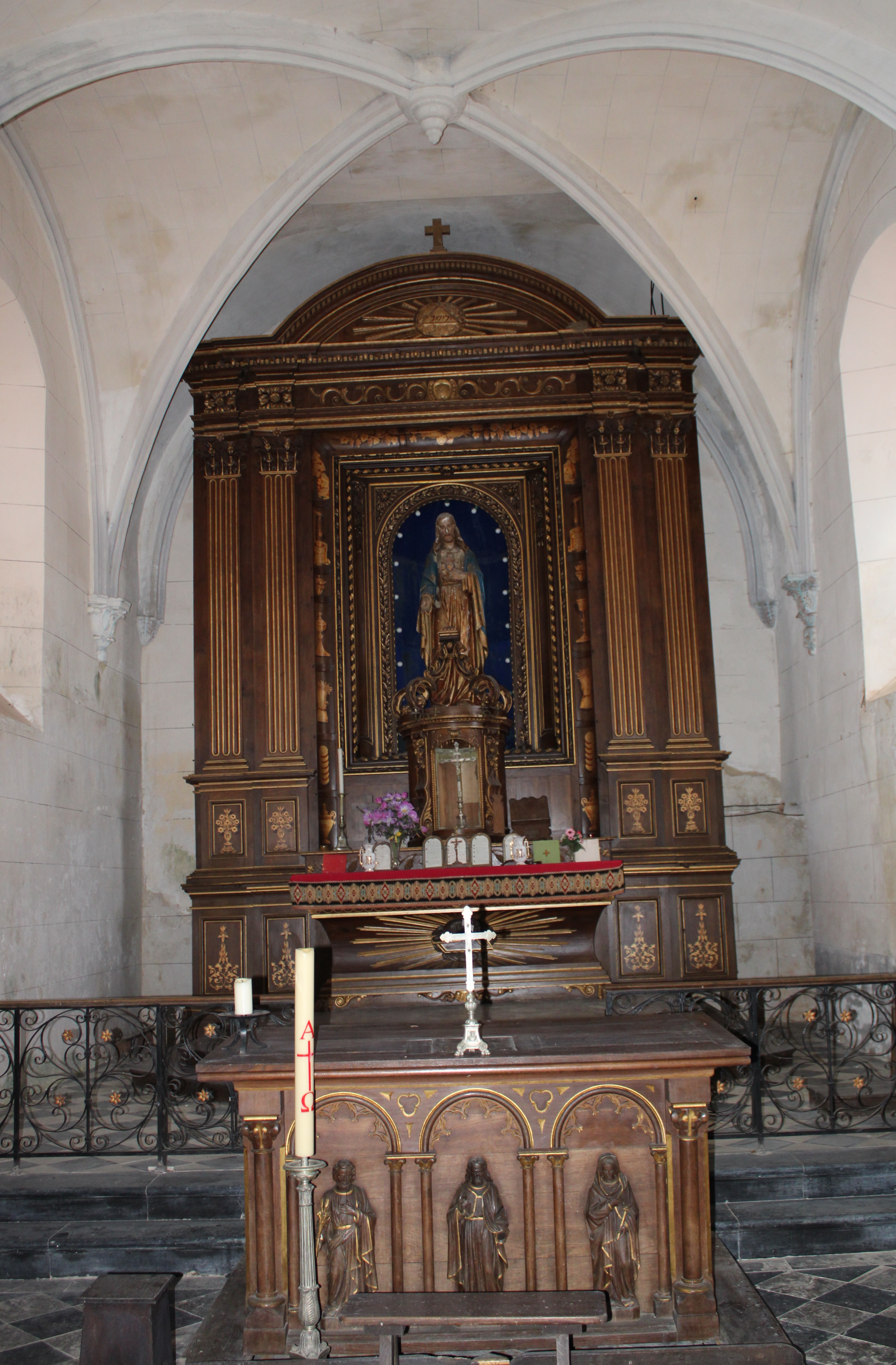
L'autel en bois sculpté et doré./
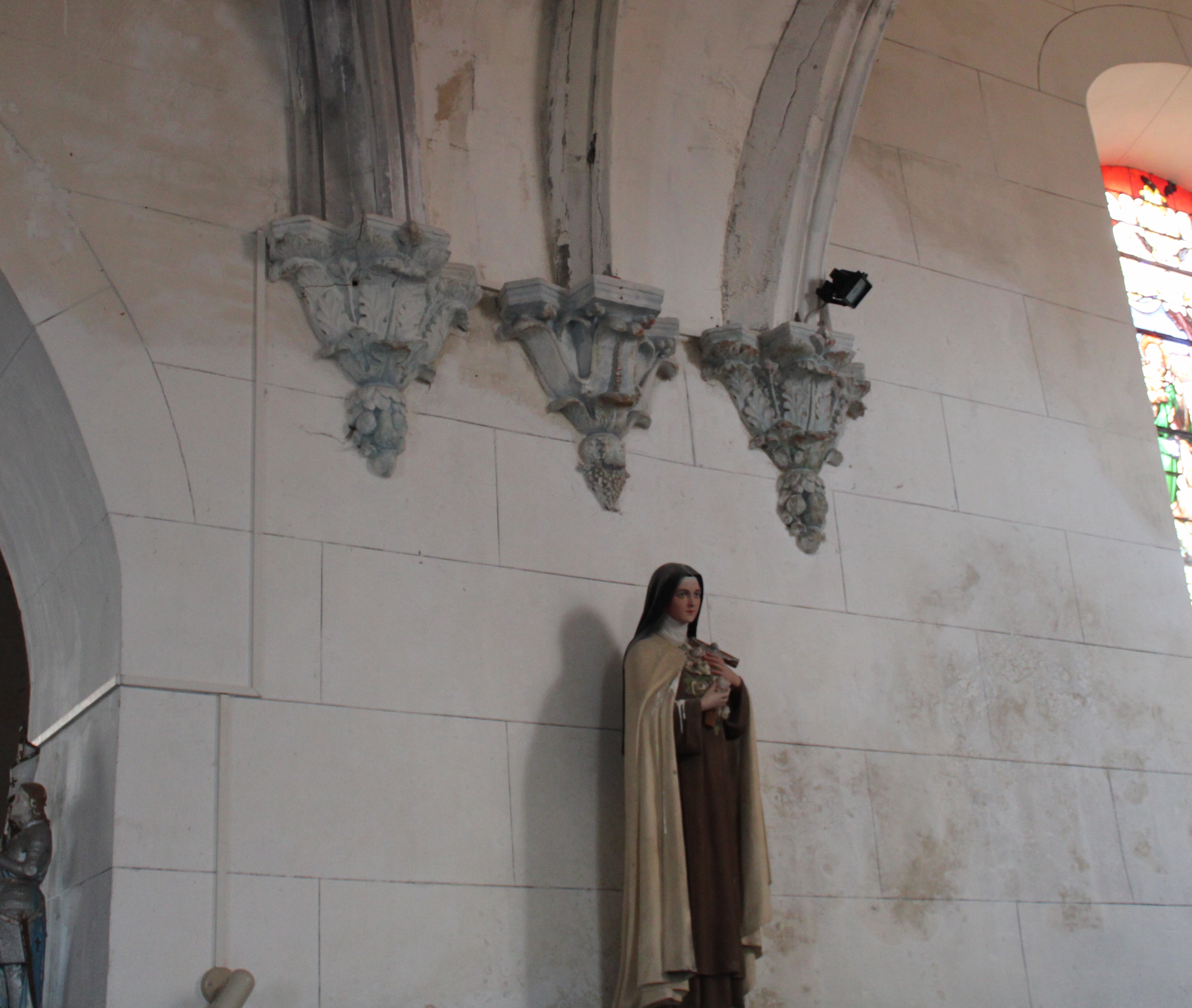
Trois culs de lampe sculptés.
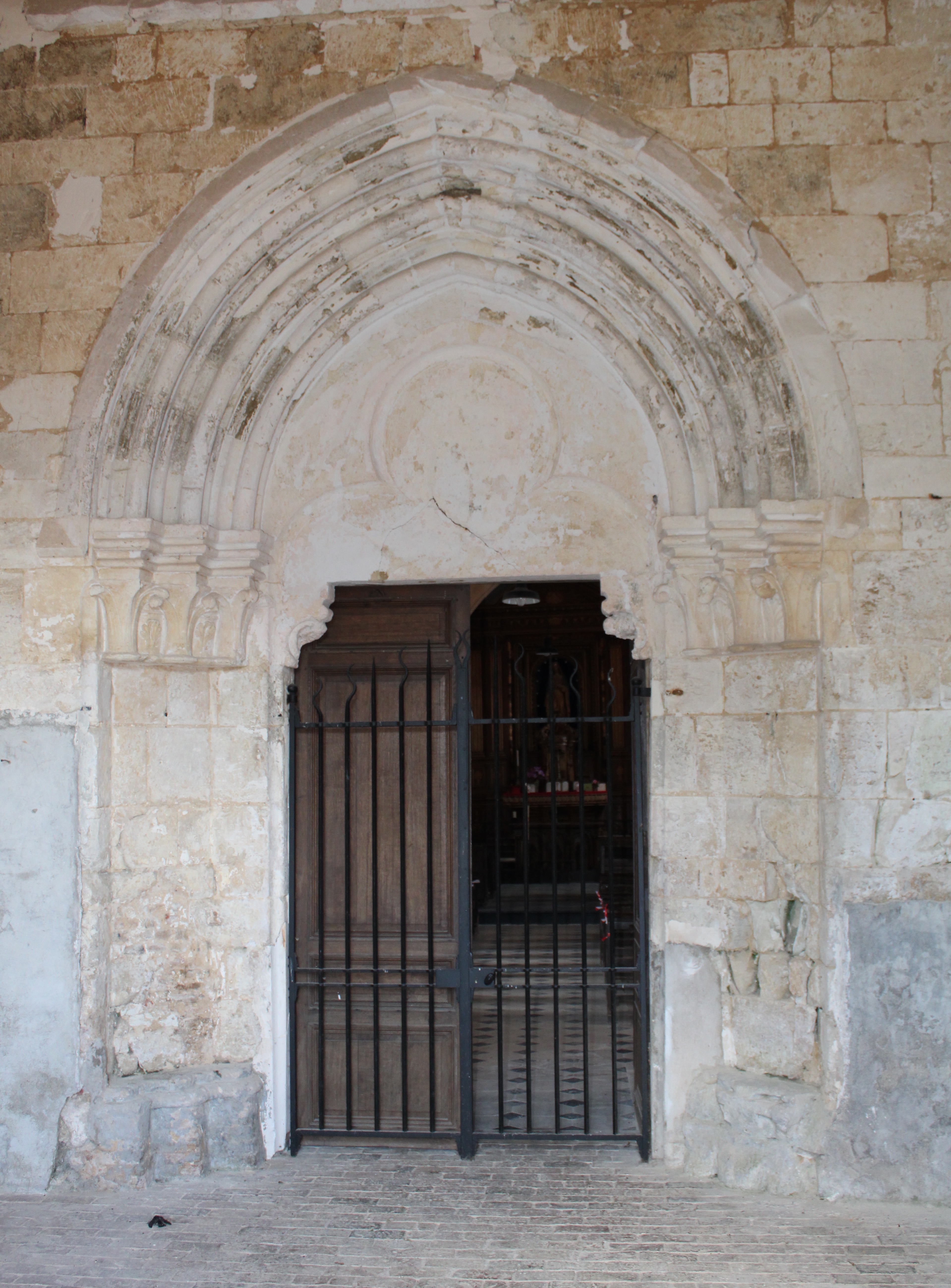
L'intérieur du narthex et le porche d'entrée de l'église./
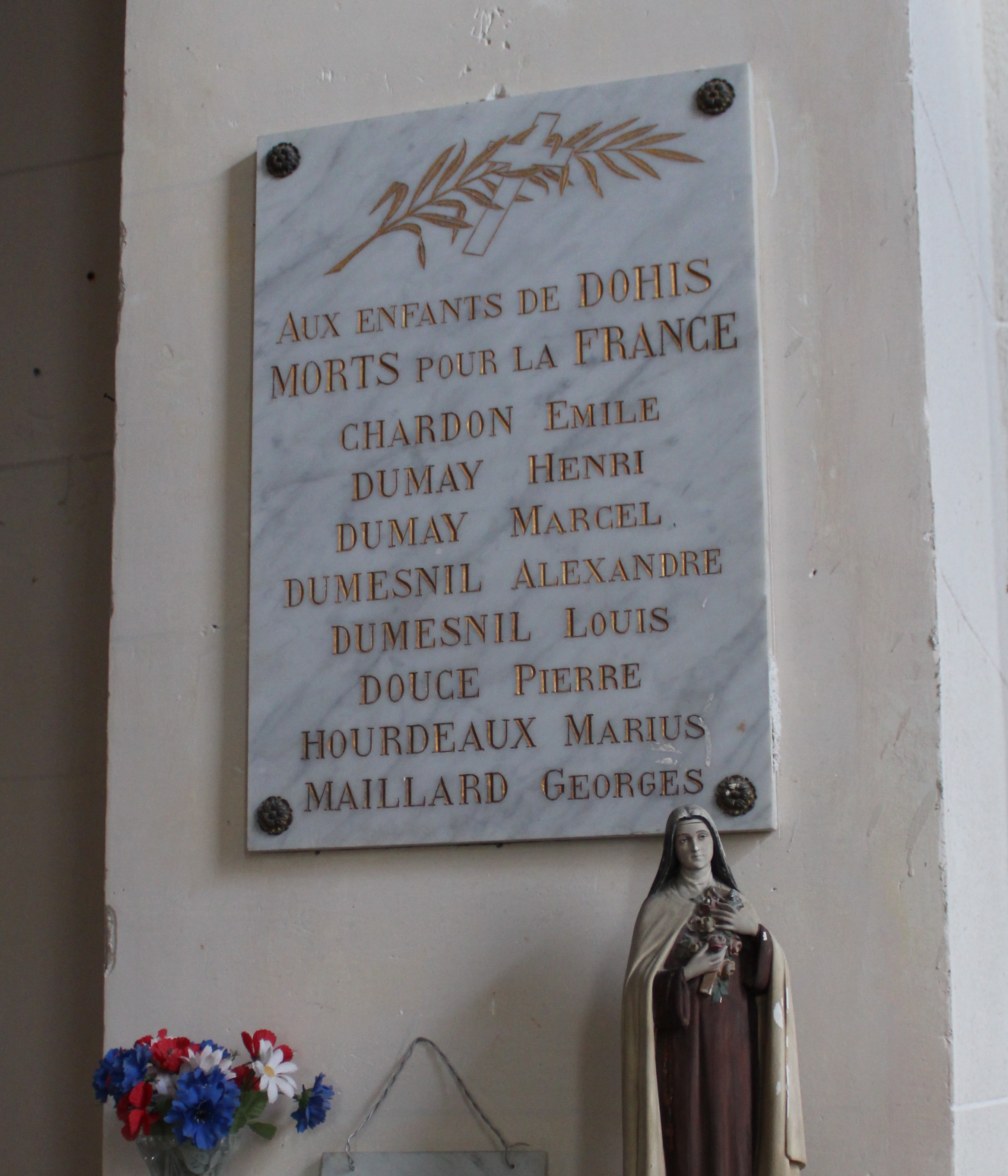
Plaque hommage 14-18.